# 中国人民解放军陆军合成第一一八旅
合成第一一八旅（英語：118th Combined Arms Brigade），又称“暴风雨部队” 代号65651部队，是中国人民解放军陆军第八十集团军下辖的一个中型合成旅，驻地辽宁省义县。

## 历史概述
该旅前身为118师，师部组建于1940年8月。当时在鲁中地区的八路军山东纵队第1支队、第4支队和纵队机关部分人员编成第1旅，旅（师）部同时组建。1942年8月山东纵队机关大部编为鲁中军区机关，1943年3月第1旅撤销，机关人员也大部充实到鲁中军区。
该旅最早编制可追溯至1945年8月成立的山东军区第三师，后改为东北野战军第三纵队第七师，第四十军第一一八师等。其前身部队参加了抗日战争、第二次国共内战和朝鲜战争，歼敌15万人，涌现出众多战将和英雄模范，创造了解放军军史上的六个第一，即“爆破攻坚第一法”、“诉苦教育第一课”、“攻克锦州第一险”、“北平入城第一师”、“海南登陆第一船”、“抗美援朝第一仗”，赢得了“暴风雨部队”的美誉，被东北野战军总部评价为：“部队作风强悍，进攻、防御、攻坚、野战兼备，突击力强大；善于夜战及爆破，兼备野战运动与城市攻坚，是东北部队中头等主力师。

### 第二次国共内战
辽沈战役中的锦州战役，七师二十团一营主攻配水池，在营长赵兴元的率领下，在师、团炮兵的支援下，在3营7、9连的配合下，顶住国军在装甲车、飞机掩护下的立体攻势，经十小时激战，先后击退国民党军三十余次反扑，攻占了配水池。战斗结束时，1营伤亡600余人，只剩下5名战士和1名随军记者。配水池战斗的胜利，为东北野战军攻打锦州打开了城北的门户，为攻锦战斗的胜利创造了有利条件。战后，一营二连荣获“攻克凡尔登 战场建奇功”锦旗一面，七连荣获“锦州连”光荣称号，七连一排荣获“打铁汉排”光荣称号，1营荣立集体大功一次，营长赵兴元被授予“文武双全的全面英雄”光荣称号，后被选为“全国战斗英雄”。
在围歼国军第九兵团时，七师十九团一个连迅速攻占了第九兵团指挥部，直接导致第九兵团司令廖耀湘出逃，整个兵团指挥陷入一片混乱。廖耀湘在被俘后说：“共军犹如暴风雨一般迅猛，第一棒就打碎了辽西兵团的头部。”“暴风雨部队”的称号由此得来。为各单位称号中少数冠名自对手所言的称号。
1948年11月东北野战军第三纵队第七师整编为中国人民解放军第四十军第一一八师，下辖：
- 第352团（前东野7师19团，1939年改编为山东纵队第1支队。该团是抗战时著名的“鲁中老一团”，1947年被辽东军区授予“铁拳团”称号）
- 第353团（前东野7师20团，山东泰安徂徕山起义组建的八路军山东抗日游击第4支队，在汇入了莒县十字路起义武装、淄博黑铁山起义之抗日救国军第5军一部后，编为山东纵队第4支队。该团由中共山东省委亲自创建，是抗战时著名的“鲁中老二团”，1947年被纵队授予“突飞猛进”称号）
- 第354团（前东野7师21团，组建于1945年8月，有本溪煤矿特殊工人组成的工人纠察队，后编为冀热辽16军分区21旅62团，是118师三个团中唯一一个组建于抗日战争之后的团，基础较弱，但其2营是抗战时八路军鲁中军区老部队，4连2排曾被志愿军总部命名为“二级战斗英雄排”称号）

该部队在第二次国共内战中从中国最北的东北打到最南端海南岛。

### 建国后
1950年4月16日19时30分，解放军40军和43军起航开始进攻海南岛。40军118师353团两个营、354团，119师355团、356团、357团，120师358团等6个团（欠一个营）共18,700人，在40军军长韩先楚、副军长解方的率领下，在琼崖纵队参谋长符振中的协助下，分乘三百多只帆船，在雷州半岛的灯楼角一线海岸起渡；4月17日凌晨3时许，40军119师和118师先头船队先后在临高角一带抢滩；此前琼纵第一总队和40军先期上岛部队向临高角一带海岸的守军发起攻击，相继攻占了高山岭的国军炮阵地和美夏、昌拱、东英等据点，为解放军渡海部队大举登陆开辟了登陆场，与40军主力部队在海边会合。随后参加美亭决战。
1950年8月，从海南北上东北，改编为中国人民志愿军第118师，入朝作战。在温井战斗中彻底击溃韩军第六师团，是入朝后首个与敌军交手的部队。其参与了朝鲜战争中的几乎所有大型战役，1953年8月回国。
1998年，缩编为机械化步兵旅。2000年6月，沈阳军区在该旅召开了“军区研究加强旅的建设现场会议”，把118旅树为军区部队旅建设的样板，随后该样板作为新世纪解放军的“师改旅”进程的模范。因成绩出色，该旅又先后被总部评为基层建设标兵旅和2007年度全军军事训练一级单位。2017年改为中型合成旅。

## 沿革
参考资料：
| 部隊番號                 | 使用時期                |
| 首次编成                 | 首次编成                |
| ------------------------ | ----------------------- |
| 八路军山东纵队第一旅     | 1940年8月-1943年3月     |
| 二次编成                 |                         |
| 八路军山东军区第三师     | 1945年8月-1946年1月     |
| 东北民主联军第七旅       | 1946年1月-1946年7月31日 |
| 东北民主联军第七师       | 1946年7月31日-1948年1月 |
| 东北野战军第七师         | 1948年1月-1948年11月    |
| 中国人民解放军第一一八师 | 1948年11月-1960年1月    |
| 陆军第一一八师           | 1960年1月-1985年4月     |
| 摩托化步兵第一一八师     | 1985年4月-1998年7月     |
| 机械化步兵第一一八旅     | 1998年7月-2017年4月     |
| 合成第一一八旅           | 2017年4月至今           |

## 荣誉
- 铁拳：原陆军第四十集团军步兵第一一八师第三五二团
- 渡海先锋营：原陆军第四十集团军步兵第一一八师第三五二团第一营
- 卫国英雄连：原陆军第四十集团军步兵第一一八师二连
- 卫国平暴英雄连：原陆军第四十集团军第一一八师四连